# Willy Linthout
Pour les articles homonymes, voir Linthout.
Willy Linthout, né le 1er mai 1953 à Eksaarde (province de Flandre-Orientale), est un auteur de bande dessinée et dessinateur belge néerlandophone. Il a aussi utilisé les pseudonymes Willy Ribbonwood et Rib.

## Biographie
Willy Linthout naît le 1er mai 1953 à Eksaarde près de Lokeren en Belgique. Il est collectionneur de bandes dessinées avant de créer la bande dessinée Urbanus (en), nommé d'après le comédien homonyme, sur la vie duquel il est vaguement basé. Le premier album paraît en 1983. La série devient rapidement l'une des bandes dessinées flamandes les plus populaires. La série est connue pour sa comédie noire et sa satire.
Il collabore également à la bande dessinée Fanny et Cie. En 2004, il crée le scénario de la série Roboboy pour Luc Cromheecke dans Spirou jusqu'en 2007.
En 2007, après le suicide de son fils, il écrit et dessine le roman graphique Les Années de l'éléphant, qui est nommé pour de nombreux prix internationaux et remporte l'Adhémar de bronze, le plus important prix de la bande dessinée flamande.
En mai 2022, Linthout annonce mettre fin à sa série Urbanus après l'avoir dessinée pendant presque 40 ans et réalisé 201 albums. Après quoi, il se consacre avec Ann Smet comme coscénariste et le dessinateur Steven de Rie sur la série de bande dessinée De Familie Super [« La Famille Super »] à partir de 2022.

## Publications

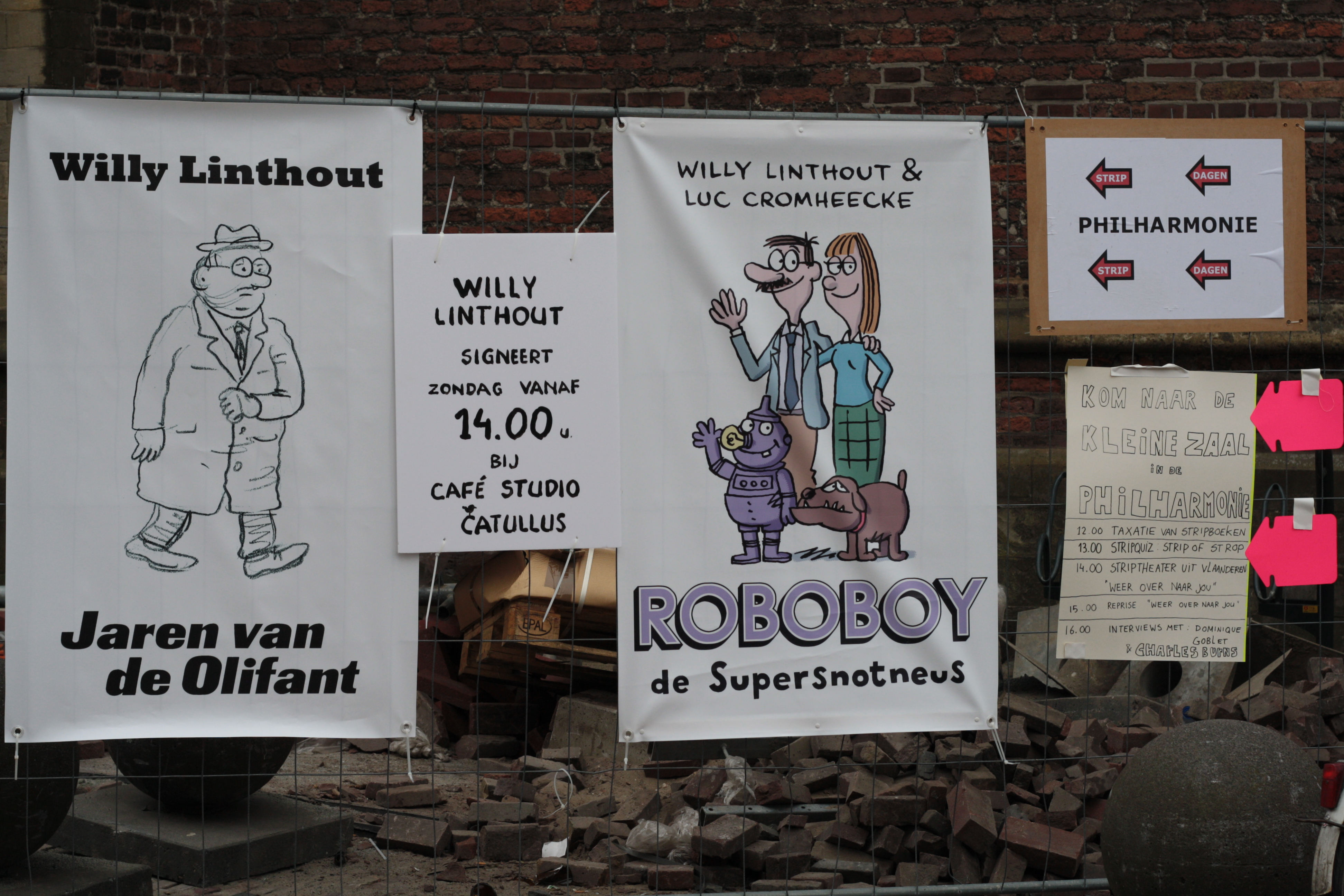
Stand Willy Linthout à Haarlem en 2010

### Albums de bande dessinée en français
- Les Années de l'éléphant, Presque Lune, coll. « Lune froide », octobre 2015
Scénario et dessin : Willy Linthout - Couleurs : noir et blanc -  (ISBN 9782917897157)

#### Urbanus
- 1. La Naissance d'Urbanus, Loempia, 1987
Scénario : Urbanus - Dessin : Willy Linthout - Couleurs : Mirella -  (ISBN 90-677-1078-4)
- 2. L'Agent braque des baraques, Loempia, 1987
Scénario : Urbanus - Dessin : Willy Linthout - Couleurs : Mirella -  (ISBN 90-677-1084-9)
- 3. L'Orphelin artificiel, Magic Strip, 1990
Scénario : Urbanus - Dessin : Willy Linthout - Couleurs : Mirella -  (ISBN 2-8035-0179-1)

### Albums de bande dessinée en néerlandais
- Urbanus (en) : 1983–2022, 201 tomes, Standaard Uitgeverij, écrit par Linthout et Urbanus[4].
- Roboboy : 2003–présent, 6 volumes, Dupuis and Catullus, Luc Cromheecke (dessin)
- Het Laatste Station : 2008, 3 volumes, Standaard Uitgeverij, Erik Wielaert (dessin)

### Collectifs
- Flash Back[6], Comic! Events, août 1995
Scénario : collectif - Dessin : collectif dont Willy Linthout - Couleurs : noir et blanc,Ce Flash Back a été réalisé en collaboration avec Bédéciné Illzach et édité à l'occasion du 10e festival BD Coxyde (15 juillet au 6 août 1995) à 1 500 exemplaires numérotés à la main. Rares textes et titres des séries en deux langues : français et flamand. D/1995/6941/06. Format à l'italienne.
- Carte blanche[7] (Wonderland Productions, 2016).

### Expositions
- Urbanus - La bande dessinée familiale underground[8], Centre belge de la bande dessinée, Bruxelles du 11 décembre 2018 au 26 mai 2019.

## Réception

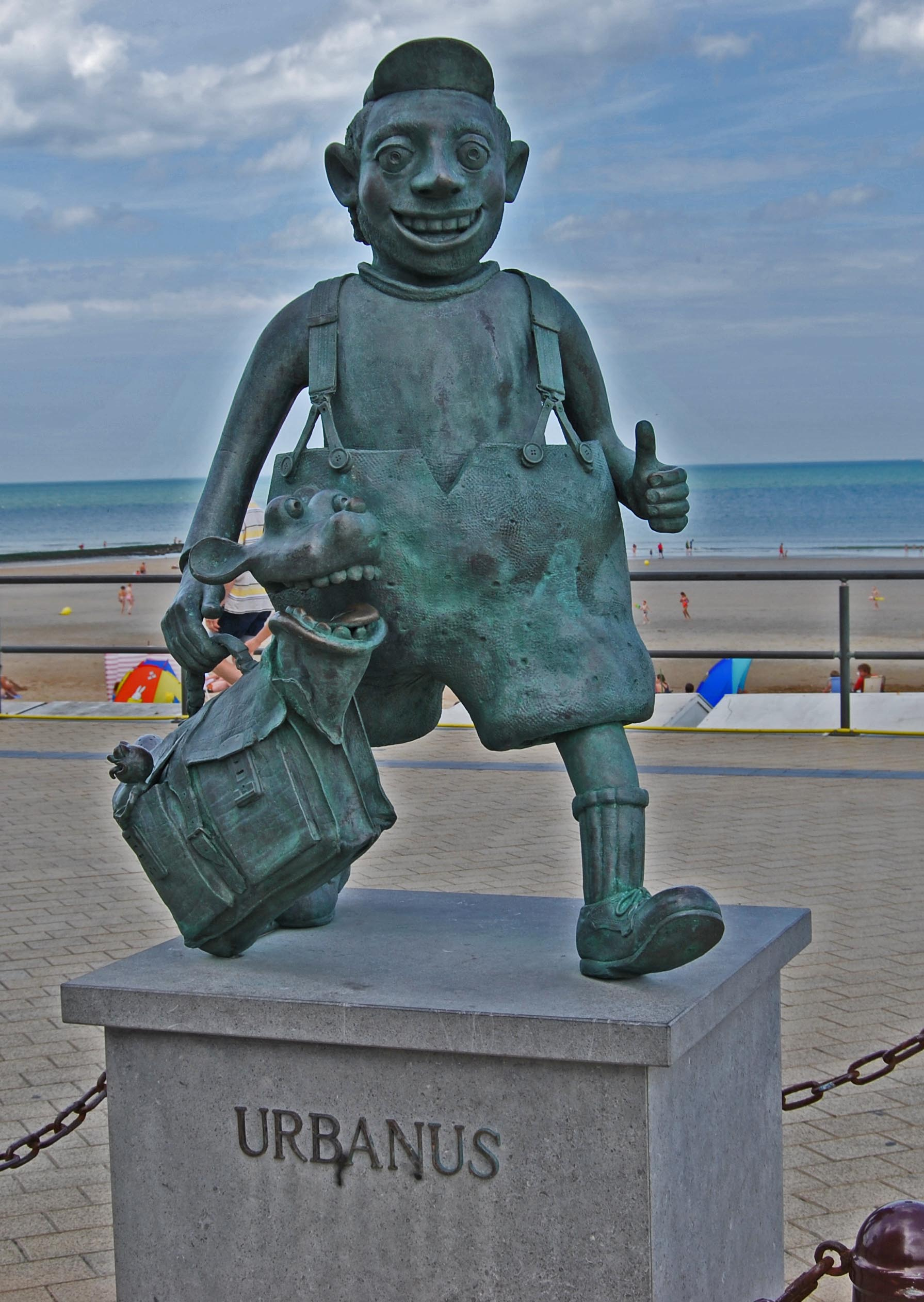
Statue d'Urbanus sur la digue de Middelkerke.

### Prix et récompenses
- 1999 :  Crayon d'or au Festival de bande dessinée de Middelkerke à Middelkerke pour Urbanus[9] ;
- 2009 :  Adhémar de bronze pour l'ensemble de son œuvre[2] ;
- 2015 :  Prix de la mer du Nord, Festival de bande dessinée de Knokke-Heist (nl) à Knokke-Heist[10].

#### Livres
: document utilisé comme source pour la rédaction de cet article.
- (nl) Jan Hoet et Dany Vandenbossche, « Linthout », dans De wereld van de strips in originelen [« Le Monde de la bande dessinée en originaux »], Bruxelles, Vlaams Parlement, 2013, 68 p., PDF (OCLC 901366732, lire en ligne), p. 38.
- Philippe Mellot, Michel Denni, Laurent Turpin et Isabelle Morzadec, Trésors de la bande dessinée : BDM 2022-2023 - Catalogue encyclopédique et Argus, Paris, Les Arènes, novembre 2022, 23e éd., 1677 p., ill. ; 23 cm (ISBN 9791037507280, OCLC 1351462460, présentation en ligne), p. 71, 1412. .